# Marokko op de Olympische Zomerspelen 2012
Marokko neemt deel aan de Olympische Zomerspelen 2012 in Londen, Verenigd Koninkrijk.

## Medailleoverzicht
| Sport    | Olympiër          | Onderdeel | Medaille |
| -------- | ----------------- | --------- | -------- |
| Atletiek | Abdalaati Iguider | 1500m (m) | Brons    |

## Deelnemers en resultaten
Het overzicht van de deelnemers en hun resultaten volgt
(m) = mannen, (v) = vrouwen

### Atletiek
| Olympiër               | Onderdeel              | Resultaat | Prestatie                                                                      |
| ---------------------- | ---------------------- | --------- | ------------------------------------------------------------------------------ |
| Aziz Ouhadi            | 200m (m)               | 35e       | serie 6: 6de in 20,80                                                          |
| Amine El Manaoui       | 800m (m)               | 37e       | serie 6: 6de in 1.48,48                                                        |
| Abdalaati Iguider      | 1500m (m)              | Brons     | serie 3: 2de in 3.41,08 halve finale 2: 1ste in 3.33,99 finale: 3de in 3.35,13 |
| Amine Laâlou           | 1500m (m)              | DNS       | serie 2: niet gestart                                                          |
| Mohamed Moustaoui      | 1500m (m)              | 19e       | serie 1: 8ste in 3.37,41 halve finale 1: 6de in 3.43,33                        |
| Soufiyan Bouqantar     | 5000m (m)              | 33e       | serie 2: 18de in 13.47,63                                                      |
| Abdalaati Iguider      | 5000m (m)              | 6e        | serie 2: 5de in 13.15,49 finale: 6de in 13.44,19                               |
| Aziz Lahbabi           | 5000m (m)              | 32e       | serie 1: 15de in 13.47,57                                                      |
| Hamid Ezzine           | 3000m steeplechase (m) | 7e        | serie 3: 3de in 8.21,25 finale: 7de in 8.24,90                                 |
| Hicham Sigueni         | 3000m steeplechase (m) | 26e       | serie 1: 10de in 8.35,89                                                       |
| Brahim Taleb           | 3000m steeplechase (m) | 11e       | serie 2: 3de in 8.29,02 finale: 11de in 8.32,40                                |
| Abderrahime Bouramdane | Marathon (m)           | DNF       | niet gefinisht                                                                 |
| Rachid Kisri           | Marathon (m)           | 18e       | 2:15.09                                                                        |
|                        |                        |           |                                                                                |
| Malika Akkaoui         | 800m (v)               | 13e       | serie 2: 4de in 2.01,78 halve finale 3: 4de in 2.00,32                         |
| Halima Hachlaf         | 800m (v)               | 7e        | serie 1: 3de in 2.00,99 halve finale 2: 5de in 1.58,84                         |
| Siham Hilali           | 1500m (v)              | 9e        | serie 2: 2de in 4.13,34 halve finale 2: 9de in 4.04,79                         |
| Btissam Lakhouad       | 1500m (v)              | DNF       | serie 1: niet gefinisht                                                        |
| Nadia Noujani          | 5000m (v)              | DNF       | serie 1: niet gefinisht                                                        |
| Hayat Lambarki         | 400m horden (v)        | 17e       | serie 5: 4de in 55,58 halve finale 1: 5de in 56,18                             |
| Salima El Ouali Alami  | 3000m steeplechase (v) | 26e       | serie 1: 11de in 9.44,62                                                       |
| Kaltoum Bouaasayriya   | 3000m steeplechase (v) | 36e       | serie 3: 10de in 9.58,77                                                       |
| Soumiya Labani         | Marathon (v)           | DNF       | niet gefinisht                                                                 |
| Samira Raif            | Marathon (v)           | 73e       | 2:38.31                                                                        |

### Boksen
| Olympiër              | Onderdeel | Resultaat | Prestatie                                                                    |
| --------------------- | --------- | --------- | ---------------------------------------------------------------------------- |
| Abdelali Daraa        | -49kg (m) | 17e       | 1ste ronde: V van CMR Essomba : 10-13                                        |
| Aboubakr Seddik Lbida | -56kg (m) | 17e       | 1ste ronde: V van AUS Balla: 16-16                                           |
| Abdelhak Aatakni      | -64kg (m) | 17e       | 1ste ronde: V van MRI Colin: 10-16                                           |
| Mehdi Khalsi          | -69kg (m) | 17e       | 1ste ronde: V van JPN Suzuki: 13-14                                          |
| Badr-Eddine Haddioui  | -75kg (m) | 17e       | 1ste ronde: V van UZB Atoev: 9-11                                            |
| Ahmed Barki           | -81kg (m) | 17e       | 1ste ronde: V van CHN Meng: 8-17                                             |
| Mohammed Arjaoui      | +91kg (m) | 5e        | 1ste ronde: W van CMR Mendouo: 15-6 kwartfinale: V van ITA Cammarelle: 11-12 |
|                       |           |           |                                                                              |
| Mahjoub Oubtil        | -60kg (v) | 5e        | 1ste ronde: V van BRA Araujo: 12-16                                          |

### Judo
| Olympiër         | Onderdeel  | Resultaat | Prestatie                                                                 |
| ---------------- | ---------- | --------- | ------------------------------------------------------------------------- |
| Yassine Moudatir | -60kg (m)  | 17e       | 1ste ronde: V van FIN Jokinen: yuko                                       |
| Safouane Attaf   | -81kg (m)  | 9e        | 1ste ronde: W van LBR Saryee: ippon 2de ronde: V van BRA Guilhero: ippon  |
| El Mehdi Malki   | +100kg (m) | 9e        | 1ste ronde: W van IRI Rodaki: waza-ari 2de ronde: V van HUN Bor: waza-ari |
|                  |            |           |                                                                           |
| Rizlen Zouak     | -63kg (v)  | 17e       | 1ste ronde: V van AUT Drexler: yuko                                       |

### Kanovaren
| Olympiër      | Onderdeel | Resultaat | Prestatie                                         |
| Slalom        | Slalom    | Slalom    | Slalom                                            |
| ------------- | --------- | --------- | ------------------------------------------------- |
| Jihane Semlal | K-1 (v)   | 21e       | serie 1: 20ste in 174.09 serie 2: 21ste in 276.32 |

### Paardensport
| Olympiër         | Onderdeel   | Resultaat | Prestatie                     |
| Dressuur         | Dressuur    | Dressuur  | Dressuur                      |
| ---------------- | ----------- | --------- | ----------------------------- |
| Yassine Rahmouni | individueel | 49e       | Grand prix: 49ste met 64,453% |

### Schermen
| Olympiër              | Onderdeel  | Resultaat | Prestatie                         |
| --------------------- | ---------- | --------- | --------------------------------- |
| Abdelkarim El Haouari | degen (m)  | 26e       | 1ste ronde: V van HUN Imre: 8-15  |
| Lahoussine Ali        | floret (m) | 33e       | 1ste ronde: V van BRA Toldo: 6-15 |

### Schietsport
| Olympiër         | Onderdeel | Resultaat | Prestatie                                    |
| ---------------- | --------- | --------- | -------------------------------------------- |
| Yasmina Mesfioui | trap (v)  | 21e       | kwalificatie: 21ste met 61 punten (17-24-20) |

### Taekwondo
| Olympiër        | Onderdeel | Resultaat | Prestatie                           |
| --------------- | --------- | --------- | ----------------------------------- |
| Issam Chernoubi | -80kg (m) | 11e       | voorronde: V van AFG Bahawi: 3-4    |
|                 |           |           |                                     |
| Sanaa Atabrour  | -49kg (v) | 11e       | voorronde: V van ARG Rodriguez: 0-1 |
| Wiam Dislam     | +67kg (v) | 11e       | voorronde: V van CUB Hernandez: 1-2 |

### Voetbal
| Olympiër | Onderdeel | Resultaat | Prestatie                                                           |
| --- | --------- | --------- | ------------------------------------------------------------------- |
| Mohamed Amsif Abdelatif Noussir Mohamed Abarhoun Abdelhamid El Kaoutari Zakarya Bergdich Imad Najah Zakaria Labyad Driss Fettouhi Nordin Amrabat Abdelaziz Barrada Soufiane Bidaoui Omar El Kaddouri Zouhair Feddal Houssine Kharja Rayan Frikeche Yassine Jebbour Soufian El Hassnaoui Yassine Bounou | mannen    | 11e       | groep D: 3de G van Honduras: 2-2 V van Japan: 0-1 G van Spanje: 0-0 |

| Groep D |          |             |             |             |             |            |            |            |        |
| #       | Land     | Wedstrijden | Wedstrijden | Wedstrijden | Wedstrijden | Doelpunten | Doelpunten | Doelpunten | Punten |
| #       | Land     | G           | W           | G           | V           | V          | T          | Saldo      | Punten |
| 1       | Japan    | 3           | 2           | 1           | 0           | 2          | 0          | +2         | 7      |
| 2       | Honduras | 3           | 1           | 2           | 0           | 3          | 2          | +1         | 5      |
| 3       | Marokko  | 3           | 0           | 2           | 1           | 2          | 3          | -1         | 2      |
| 4       | Spanje   | 3           | 0           | 1           | 2           | 0          | 2          | -2         | 1      |

| Ronde      | Datum      | Plaats   | Land | Score   | Land |
| ---------- | ---------- | -------- | ---- | ------- | ---- |
| Groepsfase |            |          |      |         |      |
| 26 juli    | Glasgow    | Honduras | 2-2  | Marokko |      |
| 29 juli    | Newcastle  | Japan    | 1-0  | Marokko |      |
| 1 augustus | Manchester | Spanje   | 0-0  | Marokko |      |

### Wielersport
| Olympiër           | Onderdeel        | Resultaat | Prestatie      |
| ------------------ | ---------------- | --------- | -------------- |
| Soufiane Haddi     | wegwedstrijd (m) | DNF       | niet gefinisht |
| Adil Jelloul       | wegwedstrijd (m) | 62e       | 5:46.37        |
| Mouhssine Lahsaini | wegwedstrijd (m) | DNF       | niet gefinisht |
| Mouhssine Lahsaini | tijdrit (m)      | 34e       | 57.25,24       |

### Worstelen
| Olympiër       | Onderdeel      | Resultaat      | Prestatie                                         |
| Grieks-Romeins | Grieks-Romeins | Grieks-Romeins | Grieks-Romeins                                    |
| -------------- | -------------- | -------------- | ------------------------------------------------- |
| Fouad Fajari   | -55kg (m)      | 19e            | voorronde: vrij 1ste ronde: V van DEN Nyblom: 0-3 |
| Choukri Atafi  | -96kg (m)      | 15e            | voorronde: vrij 1ste ronde: V van TUN Ayari: 1-3  |

### Zwemmen
| Olympiër      | Onderdeel           | Resultaat | Prestatie                                              |
| ------------- | ------------------- | --------- | ------------------------------------------------------ |
| Sara El Bekri | 100m schoolslag (v) | 18e       | serie 3: 3de in 1.08,21                                |
| Sara El Bekri | 200m schoolslag (v) | 11e       | serie 3: 6de in 2.26,05 halve finale 2: 5de in 2.25,86 |
| Sara El Bekri | 400m wisselslag (v) | 32e       | serie 2: 7de in 4.53,21                                |